# Георгиос I Гръцки
Георгиос I, крал на гърците (на гръцки: Γεώργιος A', Βασιλεύς των Ελλήνων, Geōrgios A', Vasileús tōn Ellēnōn (24 декември 1845 – 18 март 1913), е монарх на Гърция от 1863 до 1913 г. По произход датски принц с рождено име Вилхелм Датски (Prins Vilhelm af Danmark), Георгиос е само на 17 години, когато е избран за крал от гръцкото народно събрание, което сваля предишния крал Отон I. Убит е с куршум в гърба докато се разхожда из Солун.
Дългото му петдесетгодишно царуване ознаменува формиращите години на Гърция като европейска държава. Неговите потомци заемат престола до военния преврат през 1967 г. и възстановяването на републиката през 1973.